# Kühlstab

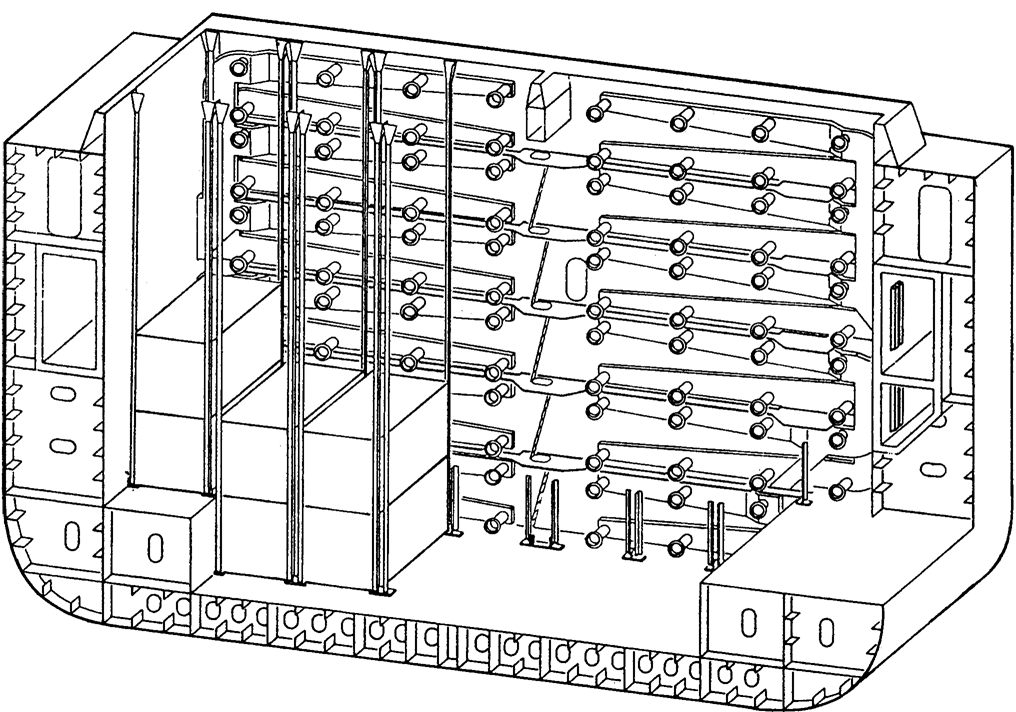
Anfangs wurden waagerechte Kühlstäbe angewendet

Kühlcontainerschiffe zum Transport von Porthole-Kühlcontainern benötigen schiffsfeste Ladungskühlanlagen und Kühlstäbe, um die Kühlcontainer mit Kaltluft zu versorgen. Da dieser Schiffstyp erheblich höhere Investitionen benötigt, als Kühlcontainerschiffe für Integral-Container, wird er seit 1995 nicht mehr gebaut.

## Erste Generation Kühlcontainerschiffe mit waagerechten Kühlstäben
Porthole-Kühlcontainer (Porthole-Container), auch als Isolier- oder Con-Air-Container bezeichnet, die von schiffsfesten Kälteanlagen gekühlt werden, benötigen Kühlstäbe im Laderaum. Die erste Generation der Kühlcontainerschiffe wie z. B. die Encounter-Bay-Klasse (1969) wurden mit horizontal angeordneten Kühlstäben ausgestattet.

## Zweite Generation Kühlcontainerschiffe mit senkrechten Kühlstäben

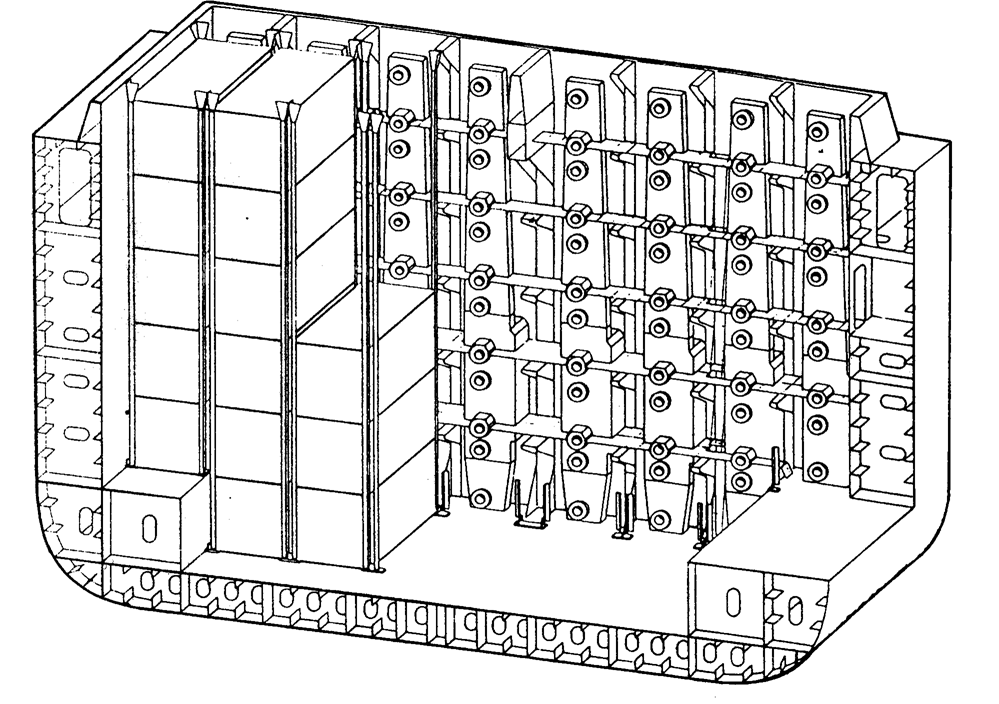
Die zweite Generation dieser Schiffe erhielten senkrechte Kühlstäbe

Die folgenden zwei Generationen wie z. B. die Containerschiffe der Hamburg-Express-Klasse der Hapag oder die Cap-Klasse der Hamburg Süd erhielten vertikale Kühlstäbe. Diese Anordnung kam dem bordseitigen Betrieb sehr entgegen und ermöglichte eine klare Aufteilung der Container und Temperaturen. Das ergab Sicherheit auch bei kleineren Ladungspartien und verringerte die Fehlermöglichkeiten.

## Technische Beschreibung der Kühlstäbe
Alle Kühlstäbe sind isoliert und in je einen Zu- und Abluftkanal unterteilt. Jeder Kühlstab hat einen Wärmetauscher. Das ist entweder ein Luftkühler (Sole-Luft) beim indirekten System oder ein Verdampfer (Kältemittel-Luft) beim direkten System. Die Luftumwälzung im Kühlstab und damit die Wärmeabfuhr in den angeschlossenen Porthole-Containern erfolgt durch einen, seltener zwei Umwälzlüfter. Wenn nur ein Umwälzlüfter vorhanden ist, wird der elektrische Antriebsmotor polumschaltbar ausgeführt, dann sind zwei Drehzahlen und damit unterschiedliche Luftvolumenströme möglich.
Die Kühlung der Porthole-Kühlcontainer erfolgte durch zwei Öffnungen an der Stirnseite, daher auch der Name Porthole-Container. Durch die untere Öffnung fließt die kalte Luft vom Kühlstab in den Container, aus der oberen Öffnung tritt die erwärmte Luft wieder aus. Die mit dem Kaltluftsystem aus den Containern abgeführte Wärme wird letztlich als Kondensationsenthalpie des Kältemittels mit dem Süßkühlwasser an das Meerwasser abgeführt. Bei Integralcontainern wird die freiwerdende Kondensationsenthalpie an die Umgebungsluft abgeführt.
Pro Kühlstab kann eine Temperatur gefahren werden. An jeden vertikalen Kühlstab können je nach Schiffsgröße und Laderaumhöhe, fünf bis neun Porthole-Container (Transvaal) angeschlossen werden. Die Porthole-Container werden auf den CON-AIR Kühlcontainerschiffen fast nur unter Deck transportiert, sie werden hier über spezielle Kupplungen an die Kühlstäbe angeschlossen. Kühlcontainer an Deck erhielten Clip-On-Kühlaggregate, die an Kühlcontainersteckdosen angeschlossen wurden.

## Kühlstäbe in den Häfen

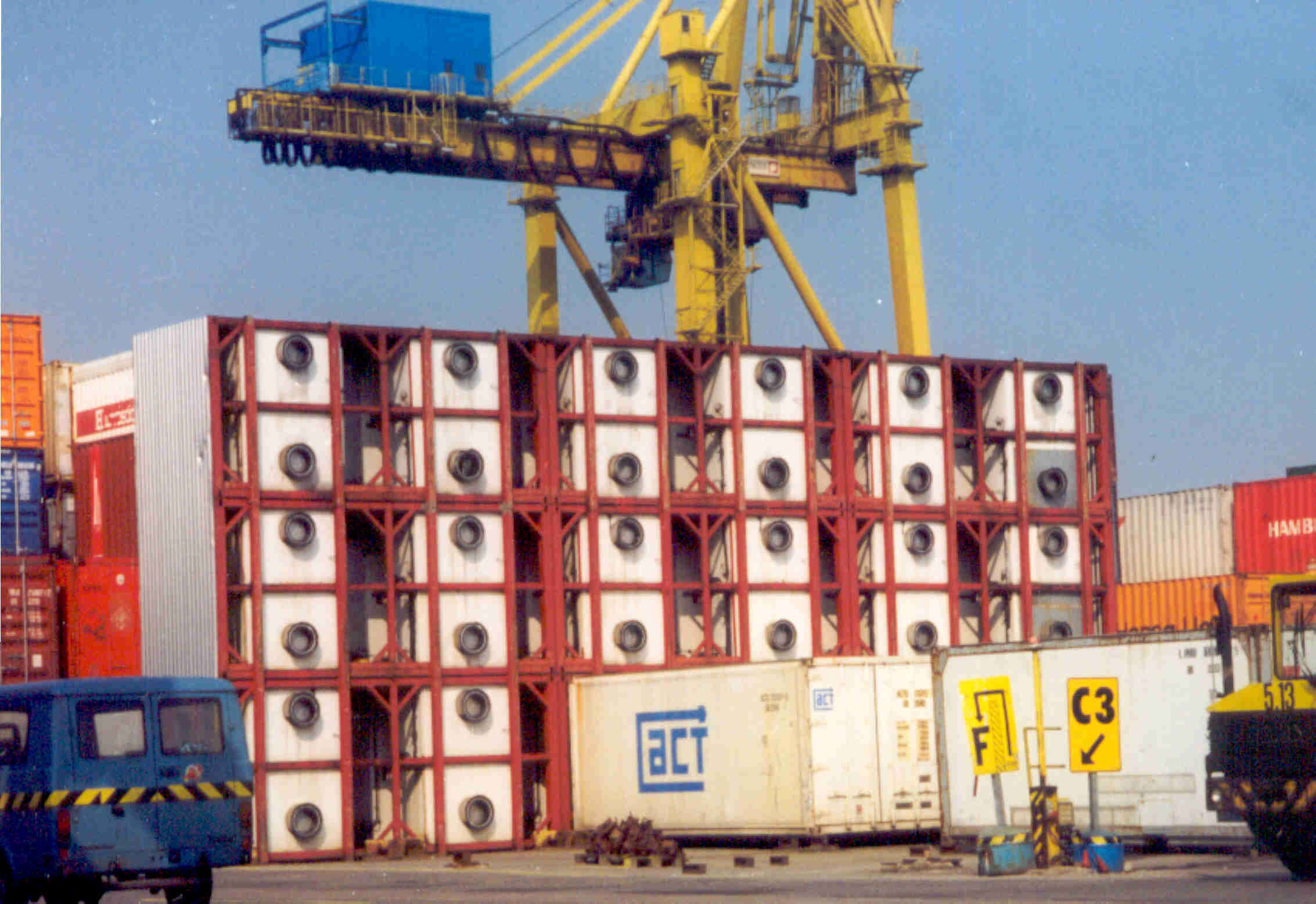
6 Kühlstäbe für je 3 Porthole-Container im Hafen

Die Reedereien in den Nord-Süd-Diensten mit hohem Kühlladungsanteil hatten gemeinsam mit den wichtigsten Häfen ab 1966/67 auch eine entsprechende Logistik aufgebaut, d. h. auch in den Containerterminals dieser Häfen waren viele Kühlstäbe vorhanden. In Deutschland waren es die Häfen Hamburg und Bremerhaven, die mit dieser Infrastruktur ausgestattet waren.
Inzwischen wurde die Porthole-Technologie auf Integral-Container umgestellt.